# Бобровники (Калужская область)
Бобровники  — деревня в Боровском районе Калужской области. Входит в состав сельского поселения «Деревня Асеньевское».

## География
Рядом Гордеево,  Абрамовская слобода.

## Население
| 2002 | 2010 |
| ---- | ---- |
| 6    | ↗48  |

## История
В 1782 году деревни Бобровники и Слободка Александра Ивановича Болтина. Бобровники на правом берегу речки Полой, Слободка на правом берегу Халевского оврага.
В 1864 году помещик генерал-майор Иван Николаевич Баранов владел деревней Замыцкая, селом Мосолово, Мосоловской слободкой, деревнями Абрамовское, Слободка, Третьяковкая, Прокошево, Бобровники, Тяпино, сельцом Капустино.